# Il primo uomo sulla Luna
Il primo uomo sulla Luna (Man in the Moon) è un film del 1960 diretto da Basil Dearden.

## Trama
Gli scienziati sono alla ricerca di qualcuno da inviare come primo uomo sulla Luna, un uomo che sia immune da ogni preoccupazione. Il funzionario inglese Blood, che tra l'altro deve conquistare Polly e deve mettere qualche soldo da parte, si offre come candidato e viene sottoposto ad accertamenti e a corsi organizzati dal professor Davidson. Contro ogni previsione supera in modo brillante tutti i test battendo aspiranti ben più preparati fisicamente.
Alla fine la spedizione è pronta a partire, ma qualcosa non andrà per il verso giusto.